# Brocēni
Brocēni è un comune della Lettonia di 7.215 abitanti (dati 2009)

## Geografia antropica

### Suddivisioni amministrative
Il comune è stato istituito nel 2009 ed è formato dalle seguenti unità amministrative:
- Blīdene
- Remte
- Brocēni, sede comunale